# Første Internationale
 Der er for få eller ingen kildehenvisninger i denne artikel, hvilket er et problem. Du kan hjælpe ved at angive troværdige kilder til de påstande, som fremføres i artiklen.

Den Internationale Arbejdersammenslutning (uofficielt: Internationale og senere Første Internationale) blev oprettet på en kongres i London i 1864 og gik i opløsning i 1876. Internationalen var en sammenslutning af venstrefløjsfolk, socialister, kommunister og anarkister.
Internationalen var præget af konflikter mellem marxister og anarkister. Oprindeligt lå Internationalens kontor i London, men blev flyttet til New York i 1872.
I 1871 rapporterede Internationale, at den havde otte millioner medlemmer, mens politiet mente, tallet lå på fem millioner.